# Mahanama
Mahanama fou rei d'Anuradhapura (Sri Lanka) del 412 al 434.
Va dedicar la seva atenció a erigir edificis religiosos per anul·lar el record de l'assassinat del seu germà; va oferir tres vihares a la fraternitat d'Abhayagiri i una per a la reina que la va cedir a la Maha Vihara; també va construir hospitals. Va reparar molts temples i va contribuir al seu manteniment.
En el seu regnat el país fou visitat per un budista indi de nom Budaghosa (la veu de Buda) que va traduir el Altakhata, que només existia en singalès, al pali. Una altra visita important fou la del viatger xinès Fa Hian, que va arribar vers el 413
i que és l'autor del Foe Koue Ki ("Descripció dels regnes budistes" dedicats a Ceilan al capítols 37 i 38) que confirmen el que diu el Mahavansa. Esmenta la prosperitat de l'estat i de la ciutat d'Anuradhapura on vivien nombrosos magistrats, nobles i comerciants; descriu el clima suau sense estacions que distingeixin el temps i el gran nombre de tancs d'aigua que feien l'agricultura independent del temps; també descriu els monuments dedicats a Buda i les pedres precioses que adoren les estàtues a Anuradhapura; esmenta els arbres sagrats Bo; les cases de la capital diu que eren amples i rectes i molt boniques i bellament ornamentades; a tots els encreuaments hi havia llocs pels predicadors on les persones escoltaven les exposicions de les llei els dies vuitè, catorzè i quinzè de lluna. Fa Hian va estar a Ceilan dos anys i va dedicar el seu temps en transcriure llibres sagrats a Anuradhapura; les seves referències són totes de la capital i parla amb admiració dels edificis budistes, de les estàtues enjoiades i de les dimensions prodigioses de les dagobes; explica que va trobar no menys de cinc mil monjos a la capital dels quals 200 només en un sol monestir de muntanya i entre 50.000 i 60.000 en la resta de l'illa. Fa Hian esmenta que dues petjades de Buda, una al Pic d'Adam i una altra al nord de l'illa, eren venerades pels habitants.
Una crònica xinesa (Leang-Shoo) esmenta que a l'inici del segle V una ambaixada de Ceilan va anar a l'Índia i després a la Xina on van arribar al cap de deu anys portant una representació de Buda de jade de 1,25 metres que fou presentada a l'emperador i fou situada en un temple a Kien Kang (Nanking). A la darrera part del regnat de Mahanama una altra ambaixada va portar al emperador un model del santuari de la Dent Sagrada. Una altra ambaixada fou enviada a l'emperador Julià l'Apòstata.
Mahanama va morir el 426 després de 22 anys de regnat deixant dos fills: un anomenat Sothisena nascut d'una esposa secundària índia, que fou proclamat rei; i una noia anomenada Sangha, nascuda de la reina principal.